# Orthogrammica singularis
Orthogrammica singularis là một loài bướm đêm trong họ Noctuidae.